# اعتبار رز
اعتبار رز (به انگلیسی: Roses à crédit) فیلمی محصول سال ۲۰۱۰ و به کارگردانی عاموس گیتای است. در این فیلم بازیگرانی همچون لئا سیدو، گرگوار لوپرنس رانگه، پیر آردیتی، آریل دومبال، کاترین ژاکوب، ولری برونی تدسکی، آندره ویلم، آریان آسکارید و السا زیلبرشتاین ایفای نقش کرده‌اند.